# Куренной, Борис Григорьевич
Борис Григорьевич Куренной (род. 21 марта 1945, Сусуман) — советский спортсмен, игрок в хоккей с шайбой, футбол (нападающий).

## Биография
Родился в Берелёхе (ныне — микрорайон Сусумана). Воспитанник московского «Спартака». Четырёхкратный победитель первенства СССР по хоккею среди молодежных команд, чемпион молодёжного чемпионата СССР по футболу. В чемпионате СССР по хоккею дебютировал в сезоне 1961/62, сыграв за чемпионский состав «Спартака» по разным данным четыре или пять матчей. В следующем, «бронзовом», сезоне провёл два матча.
В 1963 году выступал за дубль футбольного «Спартака», провёл три товарищеских матча против клубов из ГДР за хоккейную команду.
В 1964 году сыграл 35 матчей за дубль ФК «Кубань» Краснодар, забил 11 мячей; за первую команду провёл семь матчей во второй подгруппе класса «А» и один матч в Кубке СССР. В 1965 году сыграл 3 матча за ФК «Звезда» Серпухов в классе «Б».
В хоккее играл за команды низших лиг «Торпедо» Ярославль (1967/68 — 1969/70),
«Торпедо» Подольск (1970/71), «Спартак» Ташкент (1971/72 — 1972/73).